# Millbank (Irlanda del Norte)
Millbank es una localidad situada en el condado de Antrim de Irlanda del Norte (Reino Unido). Según el censo de 2011, tiene una población de 140 habitantes.
Está ubicada al noreste del país, a poca distancia al norte de Belfast y del lago Neagh, el mayor de las islas británicas.